# Sam Lee
Sam Lee (chino tradicional: 李聖傑; chino simplificado: 李圣杰, pinyin: Lǐ Shengjie; Wade-Giles: Lee Sheng-chieh, Pe-OE-ji: Lí-Seng Kiat), nacido el 21 de febrero de 1973, es un cantante y compositor taiwanés. Es nieto de un inmigrante de origen alemán por la vía materna. Se graduó de la Universidad Soochow, y formó solo una vez en el equipo nacional de tenis de Taiwán.

## Discografía
| Order | Fecha de lanzamiento    | Título del álbum |
| ----- | ----------------------- | ---------------- |
| 1     | 1 de marzo de 1999      | 冷咖啡           |
| 2     | 27 de junio de 2002     | 癡心絕對         |
| 3     | 26 de noviembre de 2004 | 癡心絕對手放開   |
| 4     | 16 de junio de 2006     | 關於妳的歌       |
| 5     | 18 de enero de 2008     | 收放自如         |

## Carrera televisiva
- 心動列車

## Premios
- 2006 Hito Popular Music Award 年度Hito長壽專輯